# Паломарес-дель-Ріо
Паломарес-дель-Ріо (ісп. Palomares del Río) — муніципалітет в Іспанії, у складі автономної спільноти Андалусія, у провінції Севілья. Населення — 7185 осіб (2010).
Муніципалітет розташований на відстані близько 400 км на південний захід від Мадрида, 9 км на південний захід від Севільї.

## Демографія
Динаміка населення (INE ):